# پنتاکسید تانتال
پنتاکسید تانتال (به انگلیسی: Tantalum pentoxide) با فرمول شیمیایی Ta۲O۵ یک ترکیب شیمیایی است. که جرم مولی آن 441.893 g/mol می‌باشد. شکل ظاهری این ترکیب، پودر سفید بی‌بو است.